# El Jopoy, Tanlajás
El Jopoy är en ort i Mexiko.   Den ligger i kommunen Tanlajás och delstaten San Luis Potosí, i den centrala delen av landet, 250 km norr om huvudstaden Mexico City. El Jopoy ligger 177 meter över havet och antalet invånare är 101.
Terrängen runt El Jopoy är platt norrut, men söderut är den kuperad. Runt El Jopoy är det ganska tätbefolkat, med 111 invånare per kvadratkilometer. Närmaste större samhälle är Tampate, 15,0 km sydväst om El Jopoy. I omgivningarna runt El Jopoy växer huvudsakligen savannskog.